# Miltochrista collivolans
Miltochrista collivolans là một loài bướm đêm thuộc phân họ Arctiinae, họ Erebidae.